# Cinéma muet

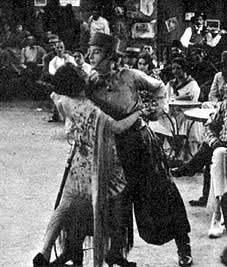
Scène du film Les Quatre Cavaliers de l'Apocalypse (1921), l'un des films muets à très gros succès.

Le cinéma muet se caractérise par l’absence de dialogues enregistrés sur un support mécanique (disque ou pellicule) qui permettrait leur transport dans une salle et leur audition par un public en même temps qu'il regarderait les images, et par l’absence sur le même support de musique et de bruits ou d’ambiances sonores.
Les premiers films de Thomas Edison, réalisés par son assistant, William Kennedy Laurie Dickson, de 1891 à 1895, sont tournés sans le moindre son avec le kinétographe, et présentés au public en cet état grâce au kinétoscope, appareil de visionnage individuel. Leur durée est courte : pas plus de 50 secondes.
Dès 1892, Émile Reynaud organise des projections de fictions animées sur grand écran, devant un public assemblé, qui durent beaucoup plus, jusqu'à 5 minutes. Ce sont les pantomimes lumineuses, les premiers dessins animés de l'histoire, dessinés directement sur la pellicule. Persuadé qu'un tel spectacle se doit d'être accompagné par une musique soulignant les ambiances et expliquant les non-dits, Reynaud commande au pianiste Gaston Paulin qui les interprète à chaque séance, les premières musiques du cinéma, les premières bandes originales. Des contacts électriques, le long de sa bande image de 70 mm de large, déclenchent la frappe d'un marteau, ou le tintement d'une cloche. Aussi, en principe, serait-il impossible d'affirmer que les projections de Reynaud (de 1892 à 1900) étaient « muettes », mais la période étant ainsi nommée, le Théâtre optique de Reynaud fait bien partie de cette ère dite du cinéma muet.
Lorsque sont présentées les vues photographiques animées réalisées par Louis Lumière à partir de 1895 avec le cinématographe, la durée de chaque projection est identique à celle des films américains : 30 à 60 secondes, beaucoup plus courte que les pantomimes lumineuses. Pour couvrir le bruit de cliquetis de l'appareil de projection, et détendre le public plongé dans la pénombre, les frères Lumière ont la bonne idée de faire comme Reynaud : un pianiste improvise en bas de l'écran, suivant les rythmes de l'image.
Le cinéma rencontre un succès grandissant. Il est encore muet, c'est ainsi que l'histoire le qualifiera, mais dans les salles qui projettent les films muets sur grand écran, les séances sont loin de se dérouler dans le silence. Elles sont le plus souvent accompagnées de bruitages réalisés en direct avec des instruments ingénieux dont certains, issus de la scène, sont encore de nos jours utilisés par les bruiteurs. Le plus souvent, l'opérateur qui instrumente la projection improvise des commentaires annonçant les sujets qu'il va passer. Durant la première décennie du cinéma, les bobineaux ne dépassent pas une minute chacun. Mais le projectionniste, déjà responsable de son stock de pellicules (il présente tour à tour une dizaine de bobineaux, qui constitue le spectacle) et du bon fonctionnement de sa machine, est très vite secondé par un bonimenteur qui lit le commentaire fourni avec le film, ou à défaut l’improvise.
Les films antérieurs à l’invention du cinéma sonore (1927) n'ont pas été qualifiés de muets par leurs contemporains, et pour cause, les dénominations cinéma muet et film muet ne datent que des années 1930, après que le cinéma sonore se fut imposé.

## Le cinéma, attraction de foire et de quartier

### La salle de cinéma primitive

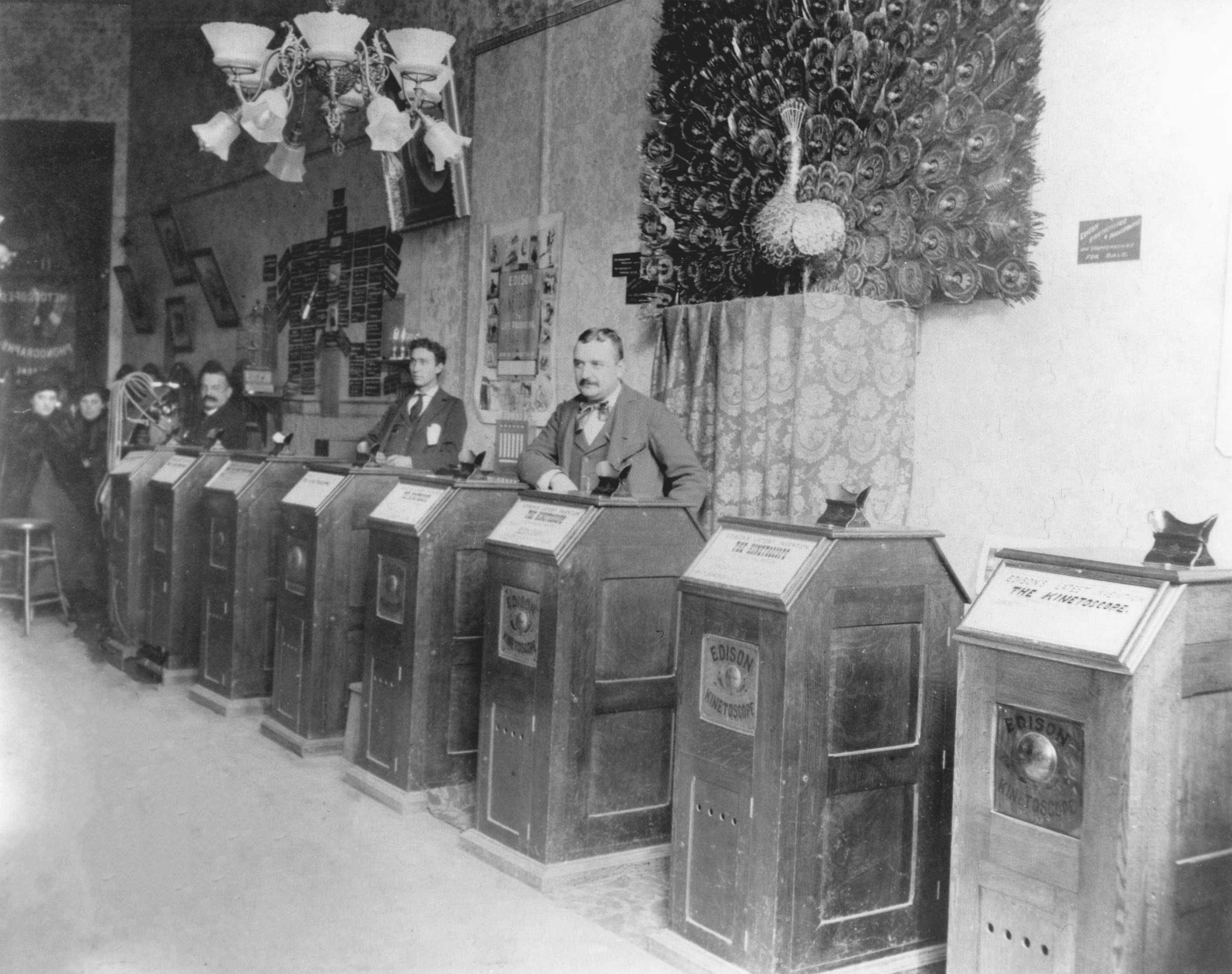
Kinetoscope Parlor à San Francisco (1894)

Dans les Kinetoscope Parlors, qui sont des magasins qu’on pourrait comparer aux salles de machines à sous actuelles, s’alignent des rangées de Kinétoscope, de hauts coffres en bois au sommet desquels un œilleton permet de regarder en solitaire ou à deux des films Edison d’une durée maximale de 60 secondes. Seul s’entend le bruissement des moteurs électriques qui entraînent la pellicule mise en boucle. Mais, en 1895, Edison poursuit son rêve : coupler le son et l'image. Son réalisateur, Dickson, se filme en train de jouer (maladroitement) un air de violon qui entraîne une valse effectuée par deux collaborateurs d'Edison qui lance alors la production de quelques films accompagnés de musique que restituent des kinétoscopes contenant dans leurs flancs un phonographe qui démarre en même temps que la bande image. Mais les incidents sont nombreux et le public ne voit pas l'intérêt de ce mélange. Le cinéma dit muet emporte ainsi l'adhésion d'un public toujours plus nombreux, malgré d'autres tentatives qui resteront des curiosités sans avenir. Le cinéma restera donc muet de 1891 à 1927.

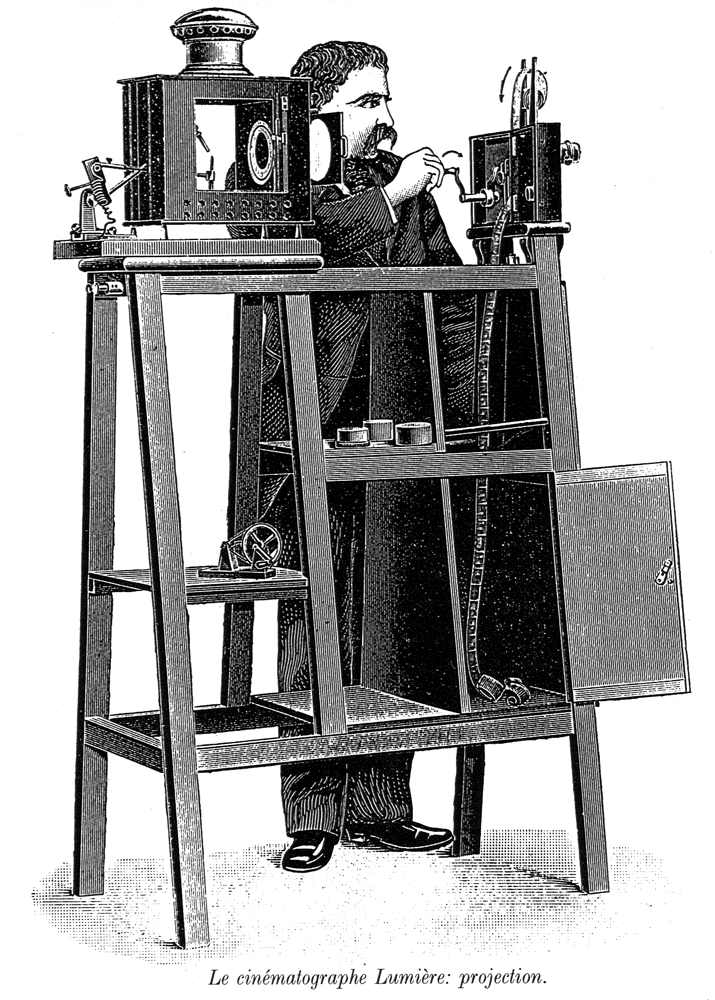
Caméra et appareil de projection, le Cinématographe (1895)

Jusqu'en 1908 (voir plus bas Le spectacle du cinéma primitif), la durée des films augmente progressivement, atteignant couramment une dizaine ou une quinzaine de minutes (on parle alors de « films d'une bobine »). Ils font rarement plus. Il faut attendre les années 1910, quand les films sont constitués de plusieurs séquences composées de nombreux plans, pour que les films atteignent deux, trois ou quatre bobines, et que certains dépassent une heure, ouvrant la voie aux longs-métrages. Leur présentation au public nécessite alors de doter les cabines de projection de deux machines qui fonctionnent en alternance, d’une bobine à l’autre, et assurent la continuité du spectacle. La conception avant tournage de ces films de longue durée s’appuie sur un usage direct de la littérature : des textes courts sont écrits sur des cartons (d'où le nom de « carton » donné à ses intertitres), puis filmés et enfin introduits dans le montage. Ils précisent un lieu, une date, une ellipse temporelle, l’état d’esprit d’un personnage, un éclaircissement de l’action, etc. Les dialogues font aussi l’objet de cartons filmés intercalés entre les plans montrant les acteurs les prononçant en silence. Le bonimenteur, engagé par le propriétaire de la salle, les lit à haute voix, mais sa présence est bientôt jugée inutile et dispendieuse, car le public - du moins ceux qui savent lire - peut en prendre connaissance et les faire partager à toute la salle, de sorte que les projections des films muets sont plutôt bruyantes.

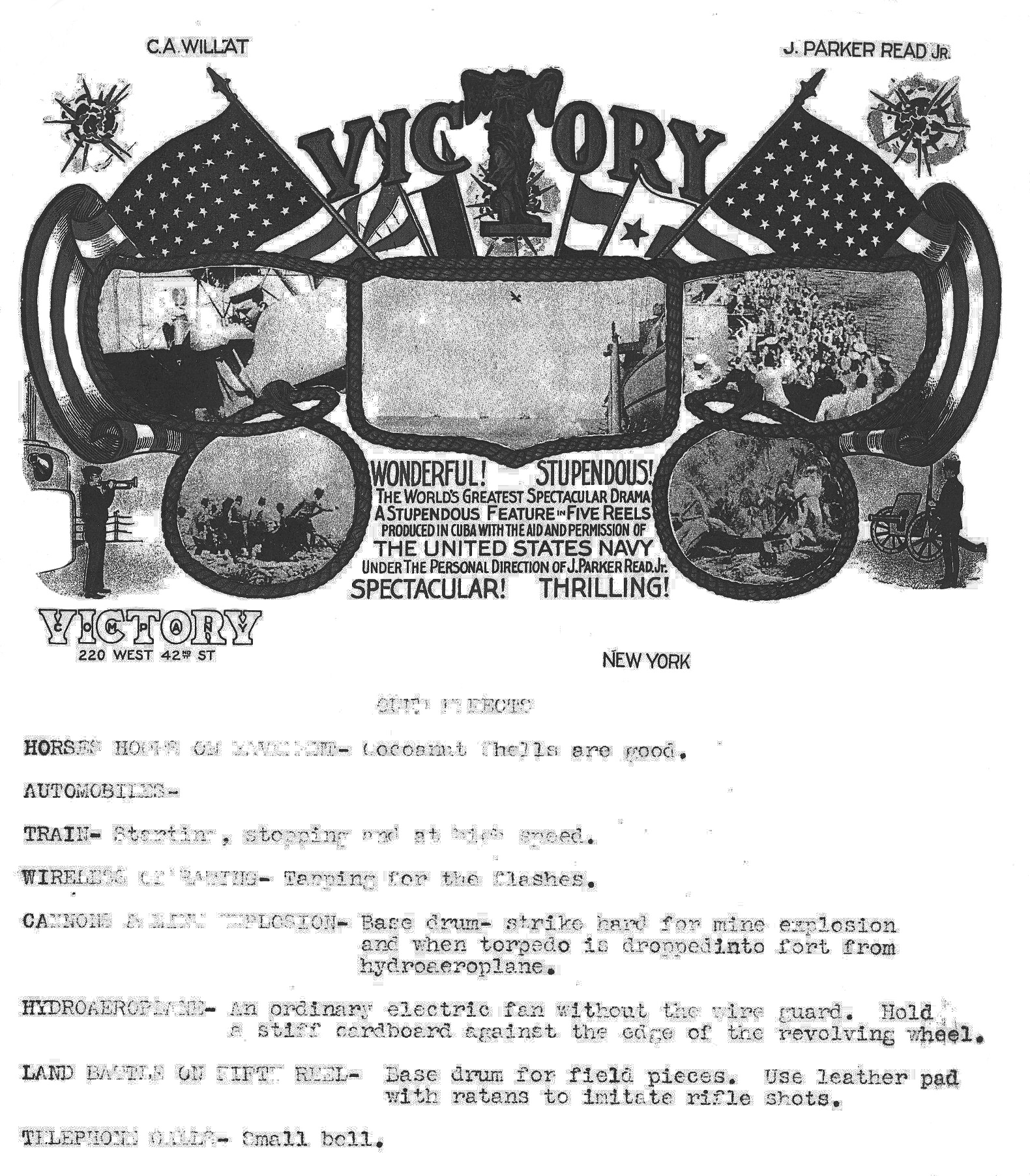
Conducteur de bruitage du film "Victory", fourni aux exploitants avec le film (1913)

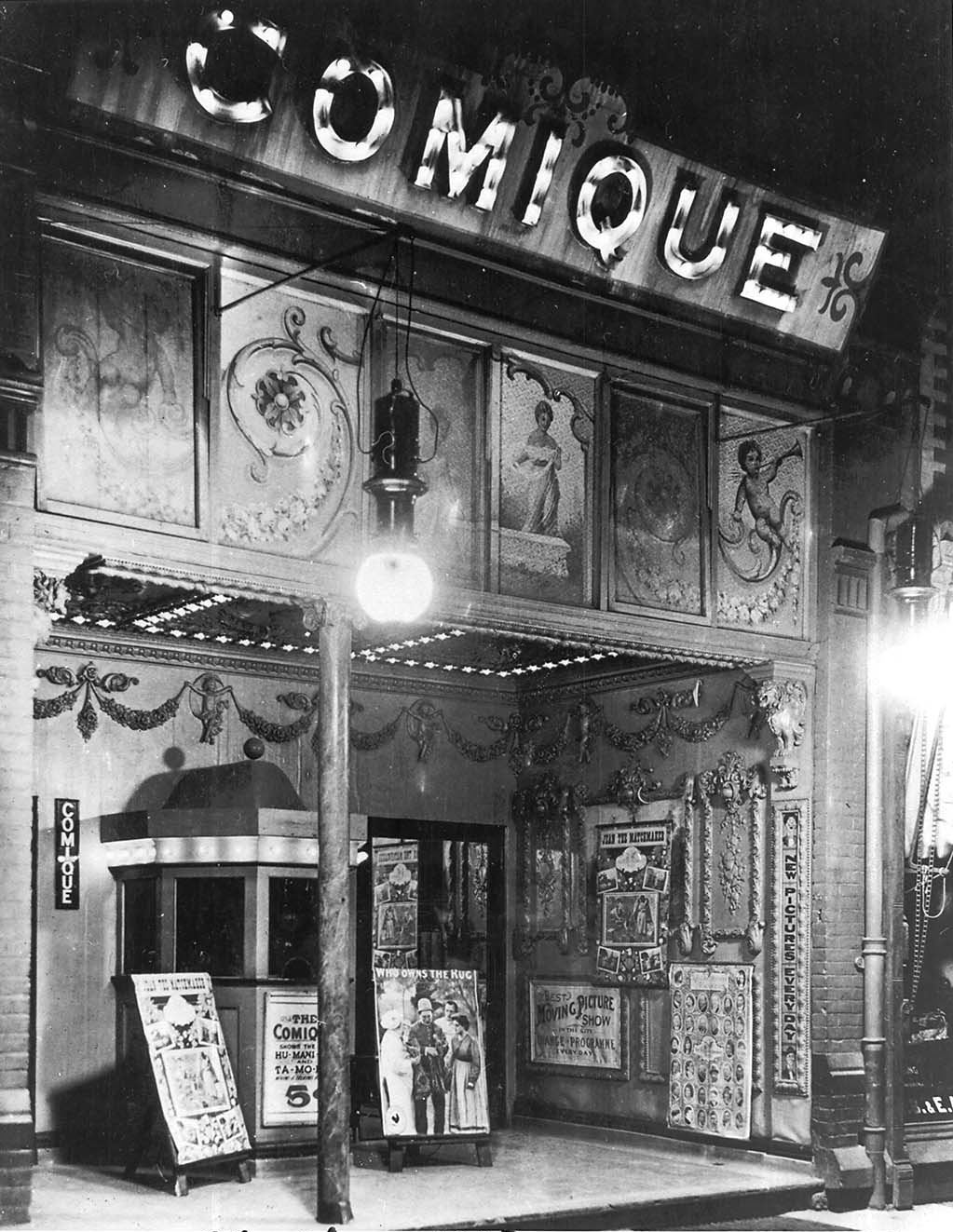
Canada : entrée d'un nickelodeon à Toronto (Ontario)

Dans ses mémoires, Billy Bitzer, le chef-opérateur de David Wark Griffith, raconte que vers les années 1908-1915, le réalisateur « me demandait parfois d’aller avec lui au nickel-odéon pour étudier les réactions du public à nos films. C’est là, dans les salles du Lower East Side de New York que nous avons remarqué comment les immigrants apprenaient l’anglais en lisant à haute voix les intertitres des films ». Au début du vingtième siècle, les nickel-odéons sont les salles populaires américaines dont le prix d’entrée modique de 5 cents (une pièce en nickel) permet de voir un ou plusieurs films courts. Ce sont des établissements semblables à nos petits magasins de quartier, ces salles n’ont rien de commun avec les vastes cinémas qui seront construits par la suite. On y vend des « images qui bougent », et non pas un film en particulier. Il y a des banquettes ou des fauteuils en bois, et de la place pour assister debout à la séance.
Une autre forme de ce spectacle populaire est le Phantom train ride (Hale's Tour), des salles décorées comme l’intérieur d’une voiture de train (ce qui donne une idée des dimensions du lieu), où les spectateurs font face à un écran sur lequel sont projetés des films très courts pris de l’avant d’un train, montrant la voie qui semble filer sous leurs pieds (sous des roues invisibles) et faisant découvrir différents paysages à un public pour qui les voyages en train sont une exception dispendieuse. Pour agrémenter le voyage sur place, un bruiteur, dissimulé derrière l’écran, reconstitue l’ambiance sonore de la course de la locomotive, vapeur, sifflet, cloche d’alarme, et bien sûr grondement des roues. Pourquoi Phantom ride (voyage de fantôme) ? Parce que les spectateurs de cette nouvelle invention qu’est le cinéma, ne sont pas conscients que cette image de la voie ferrée a été prise par un homme, moulinant la manivelle d’une caméra installée comme lui sur le chasse-buffle d’une locomotive, et qu’ils ont la sensation magique de voler au-dessus des rails, comme de purs esprits, comme des fantômes…
En France, les principaux organisateurs de projections de films sont des forains qui achètent au mètre les bobineaux impressionnés que leur vendent les industriels du cinéma, en complément de l’appareil de projection dont ils doivent équiper leur baraque. Le cinéma est ainsi relégué au rang de curiosité des fêtes foraines, à l’égal d’un tour de manège.
Mais qui, en fait, assiste aux projections de films ? Les bourgeois sont plutôt réticents vis-à-vis de ce divertissement de seconde zone, et rechignent à se mêler au public populaire. Les premières projections du Cinématographe Lumière avaient pour spectateurs les gens riches, mais le drame de l’incendie du Bazar de la Charité en 1897, provoqué par une manipulation hasardeuse d’un projectionniste de cinéma, a fait fuir les classes aisées qui préfèrent pour le moment se tenir à l’écart. En France, comme aux États-Unis et dans le monde entier, le succès du cinéma est un succès populaire.

### Le spectacle du cinéma primitif
Avec leur Cinématographe, les frères Lumière s’adressent à des clients aisés, capables d’acquérir cette machine qui fait caméra de prise de vue, appareil de projection (avec une boîte à lumière) et tireuse de copies, pour filmer leur famille et organiser à domicile des projections pour l’éducation de leur progéniture. Cette stratégie commerciale définit le choix des sujets de leurs « vues photographiques animées » (c’est ainsi que Louis Lumière appelle chacun des bobineaux qu’il met en vente). Ce sont des répliques animées des « vues » fixes sur verre que les établissements Lumière commercialisent déjà.
Il s’agit de scènes caractéristiques qui retournent comme dans un miroir l’image du monde des gens riches. Citons, parmi environ 1 400 titres du catalogue Lumière, en 1896 : Les Autruches du Jardin des Plantes à Paris, Départ d’un transatlantique à Marseille, Cygnes du Parc de la Tête d’Or à Lyon, Concours de boules à Lyon, Sortie de la pompe à incendie à Lyon, Carnaval de Nice (8 bobineaux), Chasseurs alpins (12 bobineaux), Londres (13 bobineaux), en 1897 : Bataille de boules de neige, École de cavalerie de Saumur (28 bobineaux, une figure de carrousel par bobineau). Et pour immortaliser des évènements mondains, tels que, en 1896 : Cortège du mariage du prince de Naples à Rome (2 bobineaux, début du cortège, suite du cortège), Inauguration du monument de Guillaume 1er à Berlin (4 bobineaux), Fêtes du couronnement de S.M. le Tsar Nicolas II (8 bobineaux), en 1897 : Fêtes du jubilé de la Reine d’Angleterre Victoria (9 bobineaux), Voyage de M. le Président de la République Félix Faure en Russie (14 bobineaux), Voyage de M. le Président de la République Félix Faure en Vendée (20 bobineaux). Il ne faut pas oublier qu’un bobineau dure moins de 1 minute, et comprend une seule « vue », un seul plan avec un seul cadrage, les personnages vus en pied, voire dans un cadre plus large… Toutes les grandes villes sont filmées et font l’objet parfois de plusieurs dizaines de bobineaux. Le monde est ainsi découpé en multiples saynètes silencieuses, comme autant de clichés photographiques, mais qui bougent. Tous les premiers artisans du cinéma, sans exception, enregistrent des bobineaux du même type. Quand un sujet plaît au public, la concurrence se précipite pour tourner le sien sur le même sujet.

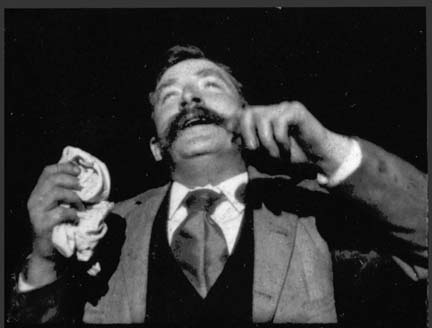
L’Éternuement de Fred Ott, le premier Plan rapproché du cinéma (1896)

Quelques exceptions dans cette standardisation des films de l’époque sont remarquables : William Kennedy Laurie Dickson enregistre pour le compte de Thomas Edison des bobineaux où la caméra s’approche du sujet, le coupant à mi-cuisses, ce qui s’appellera plus tard le Plan américain. Utilisé dès 1891 dans le premier film du cinéma : Le Salut de Dickson (Dickson Greeting), ce cadrage, jugé un peu trop intime par les puritains, est repris dans Sandow, l’homme le plus fort du monde (1894), un athlète qui expose et fait jouer sa belle musculature avec un narcissisme évident. En 1896, Dickson va même couper un personnage à hauteur de poitrine, dans L’Éternuement de Fred Ott (Edison Kinetoscopic Record of a Sneeze), le premier Plan rapproché du cinéma, d’une durée de 4 secondes. L’effet recherché est le grotesque qui ravit le public populaire.
Dans ses Mémoires, David Wark Griffith rapporte une réaction amusante du public à la vue des premiers cadrages serrés au cinéma : « En voyant ces images, les spectateurs de l’un des premiers nickel-odéons poussèrent des grands cris. Ils voulaient savoir où les pieds des acteurs avaient bien pu passer ! ».

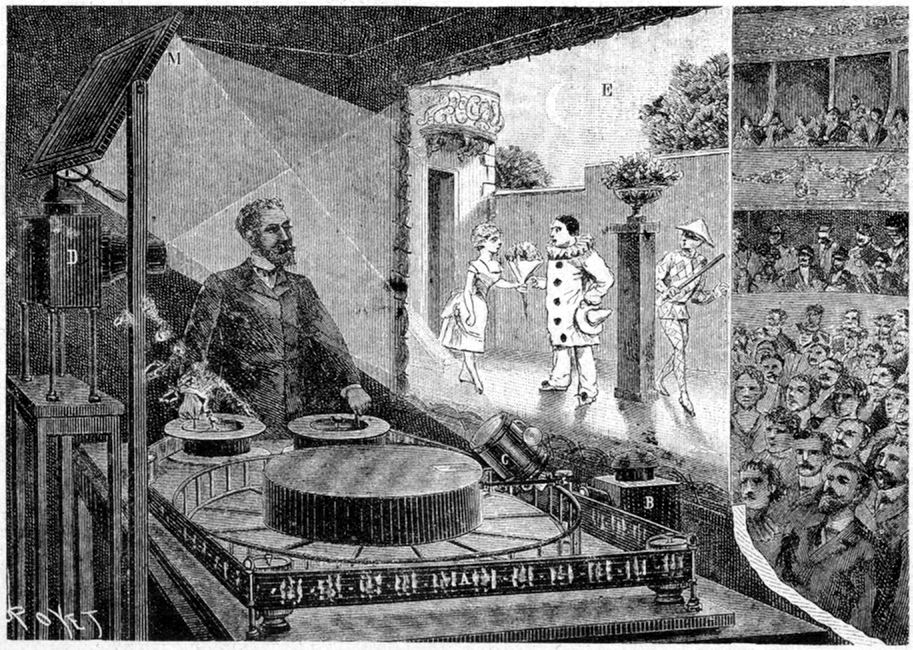
Émile Reynaud et son Théâtre optique (1892)

De son côté, un artiste qu’on qualifierait aujourd'hui d'inclassable, Émile Reynaud, dessine depuis 1892 des comédies peintes directement sur la pellicule, et non pas enregistrées sur une émulsion photographique, qui durent de 1 minute et demie à 5 minutes et qui rassemblent devant un écran de projection, de 1892 à 1900, quelque 500 000 spectateurs. Le réalisateur des Pantomimes lumineuses développe dans chacun de ses films un véritable récit, avec des péripéties qui se suivent selon une progression dramaturgique. Dans Autour d'une cabine (1894, 1 min 50 s), l’un des deux films qui ont été miraculeusement épargnés du désespoir de leur auteur qui, après avoir fait faillite, jettera tous ses films à la Seine, le personnage du vieux beau, dédaignant une baigneuse bien en chair, tente de séduire une jolie baigneuse et l’épie dans la cabine de plage, et se voit botter les fesses par un superbe maître-nageur qui emmène la belle se baigner en sa compagnie. Quatre personnages (plus un chien) sont ainsi convoqués dans l’histoire, qui ont chacun leur caractérisation et leur rôle à jouer.
Les frères Lumière tournent en 1895 la première fiction photographique animée, le célèbre L'Arroseur arrosé, une « vue comique » comme la nomme Louis Lumière. Là encore, existe un fil conducteur qui fait de ce film une histoire complète, proche du proverbe « Rira bien qui rira le dernier », puisque le jardinier arrose (1re action), puis surpris par l’arrêt intempestif de l’eau, ne voyant pas qu’un gamin vient d’écraser le tuyau sous son pied (2e action), il regarde le bec d’arrosage et reçoit le jet en pleine figure quand l’espiègle libère le tuyau (3e action), mais il attrape le farceur et lui administre une fessée (4e action), puis reprend calmement son travail (5e action).
Ce genre de petite comédie, au motif futile, est repris par toute la concurrence qui, en 1895, apparaît à peu près au même moment que les frères Lumière et leur Cinématographe. Ainsi, l’Anglais James Bamforth tourne A Joke on the Gardener (On se moque du jardinier). Quel que soit le sujet, il s’agit toujours d’une suite d’actions dramatiques ou comiques, située dans le même lieu, filmée en un seul plan selon un unique cadrage, les personnages étant toujours vus en pied. En France, des producteurs comme Charles Pathé et Léon Gaumont, à côté des inévitables « vues » documentaires, sortie des pompiers, accostage d’un navire, passage de cavaliers, etc., développent toute une série de comédies du même type.

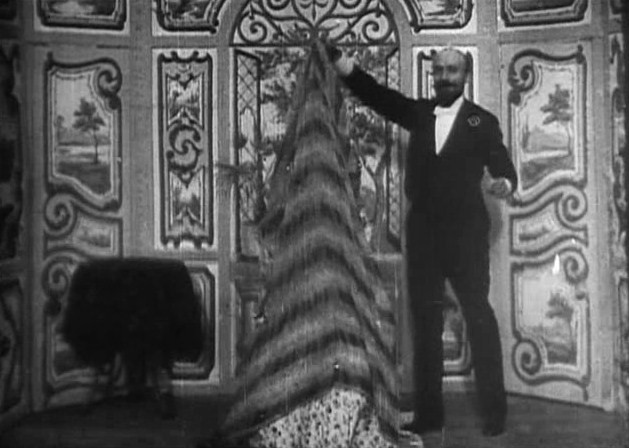
Escamotage d'une dame au théâtre Robert-Houdin (1896)

Quand il s’initie aux prises de vues cinématographiques, le prestidigitateur Georges Méliès les copie sans état d’âme, comme tout un chacun. C’est ainsi qu’il donne sa version de L'Arroseur en 1896. Mais très rapidement, il applique à ses films des recettes qu’il a éprouvées dans son théâtre de magie et d'autres qu'il a pu apercevoir dans les films produits par Thomas Edison. Il fait ainsi disparaître et réapparaître une jeune femme, par deux arrêts de caméra et deux reprises du tournage sans bouger l’appareil, et, après deux collures pour éliminer les images surexposées des arrêts et des redémarrages, il livre son Escamotage d'une dame au théâtre Robert-Houdin, réalisé en 1896, qui stupéfie le public et fait le succès de Méliès. Comme d’habitude, la concurrence s’empare de ce « truc » qui ne doit rien au music-hall et qui est spécifique du cinéma. Aussi bien Alice Guy, la première réalisatrice de films du monde, qui travaille pour Léon Gaumont, que Ferdinand Zecca, qui travaille pour Pathé Frères, et plus tard Segundo de Chomón, cinéaste espagnol passé en France chez Pathé, font apparaître et disparaître tout ce qui peut l’être dans un récit extravagant, magique ou horrifique.
Un autre sujet emporte l’adhésion du public et réconcilie le monde bourgeois, catholique dans sa majorité, avec le cinéma. Ce sont les films qui reconstituent la Passion du Christ, un scénario tragique déjà existant, au succès qui n’est plus à démontrer. Alice Guy est la première à donner sa version que la critique porte aussitôt aux nues. Chaque station du Chemin de Croix fait l’objet d’un bobineau à l’unique cadrage, d’une durée de 40 à 60 secondes chacun. « Les bobineaux sont vendus séparément, on peut acheter La Cène, Jésus devant Pilate, ou Le Crucifiement, et bouder La Résurrection. Il y a aussi L’Annonciation, L’Adoration des Bergers et des Rois mages, Le Massacre des Innocents, La Fuite en Égypte… ». Les frères Lumière produisent à leur tour en 1903 La Vie et la passion de Jésus-Christ que réalise Georges Hatot. L’année suivante, Ferdinand Zecca et Lucien Nonguet réalisent pour Pathé Frères une ambitieuse Passion de Notre-Seigneur Jésus-Christ, sortie en 1904, et qui dure près de quarante-cinq minutes. Mais à cette date, le cinéma bénéficie déjà d’une nouvelle façon de concevoir les films, née en Angleterre, et les deux cinéastes français tournent leur film en appliquant timidement la nouveauté.

### Les cinéastes inventent leur propre langage
Les cinéastes anglais à la charnière des XIXe et XXe siècles, que l’historien du cinéma Georges Sadoul regroupe sous le nom « d’École de Brighton », habitent tous la cité balnéaire dans le Sud de l’Angleterre, où ils exercent différents métiers liés à la photographie ou au spectacle. Ils imaginent que l’on peut faire mieux que de simples bobineaux d’une minute, et ne pas se contenter de les coller les uns derrière les autres, comme le fait Méliès dès 1898. Ils s’essayent au cinéma, après avoir aissisté aux séances de Robert William Paul, le premier cinéaste anglais. Ils sont eux-mêmes leurs propres producteurs, indépendants et seuls juges de leurs films.
Parmi eux, George Albert Smith réalise en 1900 un film inédit dans sa conception : La Loupe de grand-maman (Grandma’s Reading Glass). Le sujet est semblable à tous les sujets des films de l’époque ; il se résume à une seule idée : un enfant observe autour de lui à l’aide de la loupe de sa grand-mère. George Albert Smith intercale dans cette action banale des prises de vue qui montrent les objets ou les êtres qu’observe l’enfant, ces prises de vue, que l'on appellera plus tard gros plans.
L’alternance des plans qu’obtient George Albert Smith est une nouveauté pour le cinéma, et plus encore c’est un bond en avant dans la manière de raconter une histoire par les images animées, basé sur ce qui cesse d’être un bobineau isolé (une montre, un oiseau) et devient un plan, l’unité filmique du cinéma, qui se combine avec d’autres plans dans une succession qui ne relève plus du simple bout à bout mais du montage, c’est-à-dire d’une succession de plans qui crée un nouveau sens. Ce type de montage, qui devient la base du récit au cinéma, s'appellera le montage alterné. « Cette alternance du gros plan et des plans généraux dans une même scène est le principe du découpage. Par là, Smith crée le premier véritable montage. » George Albert Smith réalise dans ce film les premiers plans subjectifs du cinéma, puisque les divers gros plans représentent ce que voit le jeune garçon.
En 1901, Ferdinand Zecca réalise pour Pathé Frères un film où la loupe est remplacée par le trou de la serrure. Le sujet est aussi simple que Grandma’s Reading Glass : le domestique d’un hôtel épie la clientèle par le trou de la serrure, et se délecte ainsi à la vue d’une jeune femme à sa toilette, se réjouit du médianoche d’un couple autour d’une bouteille de champagne puis grimace de surprise en découvrant qu’une belle blonde est en réalité un homme qui ôte sa perruque. Il n’en voit pas plus car un client l’aperçoit en train d'épier et entreprend de le tabasser. Là encore, le découpage en plans est conduit par le motif même du film : alternance du plan large montrant le domestique sur un palier, et des plans de ses victimes vues à travers une découpe en forme de serrure.
Les Anglais, aussitôt imités par Zecca, comprennent qu’il n’est nul besoin d’un prétexte (loupe, trou de serrure, longue-vue, etc.) pour montrer diverses actions se succédant dans le récit en images d’une histoire, quelle qu’elle soit. Ils lancent alors un thème : les poursuites (Chase Films), toutes tournées en extérieur dans les rues ou en pleine nature. La poursuite nécessite, pour être appréciée par le public, de se dérouler pendant un certain temps : la multiplication des plans, et donc la possibilité de lieux différents, permet cette élongation du temps, ce que nous appelons aujourd’hui le suspense, qui date de cette époque (1901). Ferdinand Zecca voit les innombrables possibilités qu’ouvre le découpage en plans et les applique à son tour, diffusant cette méthode de récit dans le monde entier puisque Pathé Frères, pour qui il travaille, devient l’une des plus puissantes sociétés de production de la planète, préférant sortir ses films d’abord aux États-Unis, avant la France, afin qu’ils reviennent en Europe portés par leur succès outre-Atlantique.
Le découpage en plans est un tournant décisif pour le cinéma. Il permet d’augmenter la durée des films. Et, après que David Wark Griffith utilise pour la première fois au cinéma dans Les Aventures de Dollie, de 12 minutes, Biograph Company, USA, 1908, la technique romanesque de la succession d’actions différentes, dans des lieux différents, mais racontant une partie du même récit, en quelques années les autres cinéastes lui emboîtent le pas et la durée des récits racontés dans les films augmente considérablement. L’ère des longs-métrages est ouverte, le cinéma atteint son âge adulte, il est muet mais il possède déjà son propre langage.

## L’âge d’or du cinéma muet

### Le modèle littéraire
L’année 1908 marque plusieurs étapes dans les progrès du cinéma. C’est effectivement celle du premier film de Griffith, Les Aventures de Dollie, dans lequel, par une intuition qu’on peut qualifier de géniale, le cinéaste débutant importe de la littérature sa capacité à faire alterner les récits à l’intérieur d’une même histoire, racontant les unes après les autres les péripéties liées à chacun des personnages de cette histoire. Ce qui suppose d’écrire un scénario. À l’époque, Georges Méliès est le premier à rédiger des notes précises avant de tourner, ses films utilisent la plupart du temps des trucages, l’arrêt de caméra par exemple, qui l’obligent à prévoir minutieusement les étapes de ses substitutions ou disparitions ou réapparitions. Mais les récits eux-mêmes sont très linéaires et lapidaires. Quand Griffith débute dans le cinéma, c’est pour écrire, à 5 $ l’unité, des sujets de films, quelques lignes que l’on appelle aujourd’hui l’argument. Ainsi, « un bébé est emporté dans son nid par un aigle, le père escalade la falaise et récupère son enfant » est un motif de films que va tourner l’un des réalisateurs vedettes de l’Edison Manufacturing Company, Edwin Stanton Porter (Sauvé du nid d'un aigle, 1908). C’est même ce film qui va décider de la carrière de Griffith. Il se propose en effet de jouer le rôle du père, et de descendre en rappel dans le nid de l’oiseau. C’est ce qu’on nommera plus tard une cascade, à laquelle Griffith n’est pas spécialement préparé, mais il est décidé à jouer son va-tout. Le film est un succès et la Biograph Company, le principal concurrent d’Edison, lui offre de réaliser son premier film, Les Aventures de Dollie. Griffith prend très au sérieux la préparation écrite de ce film. Il travaille avec un opérateur qui deviendra par la suite son chef-opérateur attitré, Billy Bitzer (voir supra « La Salle de cinéma primitive »), qui, au cours d’une longue discussion sur le projet de Griffith, note au dos d’une carte de blanchisserie, les données de l’histoire, vues sur le plan de la dramaturgie :
| Éléments affectifs                                                                               | Éléments dramatiques                   | Éléments inquiétants                                         | Éléments comiques                                                    |
| ------------------------------------------------------------------------------------------------ | -------------------------------------- | ------------------------------------------------------------ | -------------------------------------------------------------------- |
| Amour                                                                                            | Les menaces du bohémien                | Enlèvement de Dollie                                         | Le tonneau heurte une barque et fait tomber son propriétaire à l’eau |
| Le bonheur d’une famille                                                                         | La lutte de la mère contre le bohémien | Dollie est enfermée dans le tonneau                          | Les lignes des garçons s’emmêlent                                    |
| Les jeux du père et de sa petite fille                                                           | Le père frappe le bohémien             | Le tonneau se détache de la roulotte et part au fil de l’eau |                                                                      |
| Dénouement Les garçons entendent crier dans le tonneau. Ils ouvrent le tonneau d’où sort Dollie. |                                        |                                                              |                                                                      |

Ce qui donne un synopsis établi comme suit. Un couple et leur fillette, Dollie, passent un week-end dans leur maison de campagne. Rires et jeux. Tandis que le père entreprend la lecture de son journal, la mère et sa fille vont se promener sur la berge de la rivière qui coule non loin de la maison, où pêchent deux garçons. Un bohémien les rejoint, offrant à leur vendre des paniers. La mère dédaigne son offre, il insiste, elle le repousse. Dépité, il tente alors de lui dérober son sac à main. Elle crie. Le père arrive fort en colère, son journal roulé à la main comme une matraque, et le frappe. Le bohémien rompt le combat. La famille revient devant leur maison, et le père joue au badminton avec Dollie. Le bohémien a rejoint sa roulotte où son épouse prépare la soupe. Pleutre, il lui montre les traces invisibles des coups reçus, et il a soudain une idée qu'il explique à son épouse en faisant un geste de la main, révélateur, qui désigne la hauteur de la fillette. Son épouse proteste, et elle reçoit en retour une gifle. Devant la maison, le père est appelé par le jardinier et Dollie se retrouve seule. Le bohémien s'approche avec prudence, puis la bâillonne et l'emporte sur son dos. Retour à la roulotte. Le bohémien enferme la fillette dans un tonneau. Pendant ce temps, la mère et le père s'aperçoivent de la disparition de Dollie. Le père appelle le jardinier et tous deux partent à la recherche de la fillette. Quand ils arrivent au camp, ils fouillent partout. Le bohémien les regarde avec mépris, assis sur le tonneau. Les deux hommes poursuivent leurs recherches plus loin. Les bohémiens lèvent le camp, le tonneau arrimé à la roulotte. En passant à gué la rivière, ils perdent le tonneau sans s'en apercevoir. Celui-ci est entraîné par le courant, franchit une petite cascade, un rapide, puis vient s'échouer sur la berge… juste en face de la maison familiale. Les deux jeunes pêcheurs le tirent de l'eau. Le père arrive, il se penche pour écouter un bruit qui provient de l'intérieur du tonneau, il l'ouvre : Dollie se lève. La famille est de nouveau réunie.
Ce script peut faire sourire le lecteur d’aujourd’hui, mais en fait, ce texte permet à Griffith d’envisager chaque péripétie comme faisant partie d’un tout. On comprend intuitivement en lisant ce synopsis et en voyant le film que chaque « scène » qui se déroule dans un lieu différent est liée aux autres scènes par une temporalité qui permet de dire par exemple : pendant que le père recherche sa fille avec le jardinier, le bohémien enferme Dollie dans un tonneau ; pendant qu'il cache Dollie, le père et le jardinier parcourent la campagne ; pendant qu'ils recherchent Dollie, le bohémien s'assied sur le tonneau pour donner le change, etc. C'est ce qu'on appelle les « actions parallèles », qui ne sont pas des effets de montage comme on a tendance à le croire, mais une prévision dès le script, mise en éléments par le tournage, et seulement entérinée par le montage. Cette alternance n'existait pas au cinéma avant que Griffith fasse son premier film. La continuité des récits était seulement chronologique : le personnage fait ceci, puis il fait cela, ensuite il rencontre un autre personnage, ils font alors cela, puis ils font autre chose, etc.
D'autre part, on note que le cinéaste a supprimé la partie « éléments comiques » que Billy Bitzer et lui avaient prévue, car l'enlèvement ne peut être pris à la légère. Pour atténuer la violence de la réaction du père à la tentative de vol à l’arraché, Griffith ne l’arme pas d’un fouet, comme prévu, mais de son innocent journal du week-end qu’il roule en matraque (arme par destination en droit français). De même, ce ne sont pas les garçons, silhouettes secondaires, qui ouvrent le tonneau, mais le père lui-même, ce qui le met aux premières loges dans le dénouement. Ce souci de mettre les personnages principaux dans des actions signifiantes est ce qui différencie Griffith d’un Georges Méliès, dont le principal souci est de mener la farce à son paroxysme au travers de gesticulations qui demeurent simplistes et mécaniques.

### L'industrie du cinéma
Dans les années qui suivent, le même souci de création qui préexiste au tournage, dans la rédaction d'un scénario, se répand chez tous les cinéastes, en même temps que les films augmentent leur durée grâce à la complexité nouvelle des récits. Le comédien, cinéaste et producteur Thomas Harper Ince estime même qu’il faut être encore plus précis et prévoir avant le tournage comment seront filmées les séquences, le nombre de plans qu'elles comporteront, leur cadrage, leur durée… Cette façon de faire va permettre au cinéma d'adopter des récits toujours plus élaborés. Thomas Ince est à l'origine d'un genre de films tout de suite adopté par les spectateurs américains et par la suite du monde entier : le western. La multiplicité des plans permet de valoriser les galopades dans des décors sauvages près de Santa Monica, où Ince installe ses studios. Le cinéaste perfectionne ce que d'autres ont découvert ; il utilise le suspense, bien épaulé en cela par son comédien vedette, William S. Hart, qu'il décide de passer à la réalisation. Hart met en scène des westerns dont les personnages sont très élaborés, et la personnalité du héros est parfois même particulièrement noire, même si une rédemption miraculeuse - généralement sous l'influence d'une femme - intervient à la fin, comme dans The Aryan (Pour sauver sa race), sorti en 1916.
Les films produits par Thomas Ince coïncident avec l'émergence de Hollywood, un village qu'a découvert Griffith en 1910 pour y tourner un film de 17 minutes, In Old California. Là, dans des décors naturels extrêmement variés, le cinéma américain se développe, et profite, il faut bien le souligner, du conflit qui ensanglante l'Europe de 1914 à 1918, et qui repousse la pacifique production de films loin derrière la production d'armes, devenue prioritaire. Les cinéastes américains vont ainsi pouvoir expérimenter encore plus les possibilités de leur art, et s'imposer par la suite. Mais ce n'est pas à Hollywood que Griffith tourne en 1914 son immense succès, Naissance d'une nation, qui devait au départ s'intituler comme le roman qui inspire le réalisateur : The Clansman, l'homme du clan, un hommage douteux de Thomas F.Dickson Jr au Ku Klux Klan. Le film dure plus de trois heures, et comporte en son milieu un entracte (Intermission en anglais). Sa composition scénaristique ne doit rien au roman The Clansman, elle est l'œuvre de Griffith lui-même. La technique de l'alternance des séquences, qu'il a mis au point dès son premier film, est poussée très loin. L'enchevêtrement des différents récits, qui font partie cependant de la même histoire familiale, dresse en même temps le tableau complexe d'un pays divisé par la grande Histoire. Malgré son insupportable discours raciste, on peut dire que ce film ouvre en grand l'époque du cinéma adulte, capable désormais de dérouler n'importe quel récit, aussi compliqué soit-il.

## Films muets modernes
En 1976, Mel Brooks réalise La Dernière Folie de Mel Brooks, un long-métrage en couleur, mais presque entièrement muet, la seule réplique « audible » étant « non », un « non » prononcé par le mime Marceau, lequel n'apparaît dans le film que pour cette réplique. En 1989, Charles Lane réalise et interprète Sidewalk Stories film muet en noir et blanc. En 1999, Aki Kaurismäki réalise Juha, un remake muet d'un classique du cinéma finlandais. On peut toutefois y entendre chanter, en français, Le Temps des cerises de Jean-Baptiste Clément. En 2011, Michel Hazanavicius réalise The Artist, un film qui a recours à certains procédés du muet (intertitres) mais qui utilise avec abondance la musique, et, à la fin, des bruits et quelques répliques qui le classe sans ambiguïté dans le cinéma sonore. Sa relation avec le muet est surtout forte dans son thème : le passage douloureux du cinéma muet au parlant d'un comédien célèbre. Ce dernier film remporte cinq Oscars.
Il existe aussi des films sonores sans dialogue, comme L'Espion (1952), L'Île nue de Kaneto Shindō (1960) ou Le Dernier Combat de Luc Besson (1983). Ce cas est notamment courant dans les courts métrages, dans l'animation (par exemple La Tortue rouge) ou dans le cinéma expérimental.
On peut noter par ailleurs la possibilité de l’inclusion de scènes muettes dans un film parlant : le concept est employé comme effet de style dans Quantum of Solace, où quelques secondes d’une scène de fusillade sont complètement muettes, ou encore dans 2001, l’Odyssée de l’espace, où certaines scènes dans l’espace sont muettes, par souci de réalisme scientifique (la propagation du son étant impossible dans le vide).

## Les grands noms du cinéma muet, principaux films

### Principaux comédiens
- Gilbert M. Anderson
- Roscoe « Fatty » Arbuckle
- Theda Bara
- Ethel Barrymore
- John Barrymore
- Lionel Barrymore
- Wallace Beery
- Clara Bow
- Betty Bronson
- Louise Brooks
- Francis X. Bushman
- Lon Chaney
- Charlie Chaplin
- Dolores Costello
- Joan Crawford
- Bebe Daniels
- Marion Davies
- Marie Dressler
- Jeanne Eagels
- Douglas Fairbanks
- Greta Garbo
- Janet Gaynor
- John Gilbert
- Lillian Gish
- Corinne Griffith
- Joe Hamman
- Oliver Hardy
- Edward Everett Horton
- Emil Jannings
- Buster Keaton
- Harry Langdon
- Stan Laurel
- Florence Lawrence
- Max Linder
- Harold Lloyd
- Bessie Love
- Mae Marsh
- May McAvoy
- Tom Mix
- Colleen Moore
- Mae Murray
- Alla Nazimova
- Pola Negri
- Mabel Normand
- Ramón Novarro
- Seena Owen
- Mary Pickford
- Marie Prevost
- Norma Shearer
- Gloria Swanson
- Blanche Sweet
- Rudolph Valentino

### Principaux réalisateurs du muet
- Birt Acres
- André Antoine
- Lloyd Bacon
- James Bamforth
- Reginald Barker
- Jacques de Baroncelli
- Evgueny Bauer
- James Stuart Blackton
- August Blom
- Walter R. Booth
- Clarence Brown
- Tod Browning
- Luis Buñuel
- Christy Cabanne
- André Calmettes
- Albert Capellani
- Charlie Chaplin
- Segundo de Chomón
- René Clair
- Émile Cohl
- Alan Crosland
- Louis Delluc
- Cecil Blount DeMille
- William Kennedy Laurie Dickson
- Carl Theodor Dreyer
- Germaine Dulac
- Serguei M. Eisenstein
- Louis Feuillade
- Jacques Feyder
- Lewin Fitzhamon
- Robert Flaherty
- John Ford
- Abel Gance
- H.C. Grantham-Hayes
- David Wark Griffith
- Enrico Guazzoni
- Alice Guy
- William Haggar
- William Heise
- Cecil Hepworth
- Alfred Hitchcock
- Thomas Harper Ince
- Rex Ingram (réalisateur)
- Victorin Jasset
- Buster Keaton
- Jean Kemm
- Teinosuke Kinugasa
- Alexandre Korda
- Lev Koulechov
- Fritz Lang
- Paul Leni
- Fred LeRoy Granville
- Marcel L'Herbier
- Ernst Lubitsch
- Leo McCarey
- Pierre Marodon
- Homi Master
- Carl Mayer
- Georges Méliès
- Lewis Milestone
- Kenji Mizoguchi
- Frank Mottershaw
- Friedrich Wilhelm Murnau
- Fred Niblo
- Lucien Nonguet
- Sidney Olcott
- Yasujiro Ozu
- Georg Wilhelm Pabst
- Giovanni Pastrone
- Robert William Paul
- Léonce Perret
- Edwin Stanton Porter
- Alexandre Promio
- Gaston Ravel
- Émile Reynaud
- Philip Roscoe
- Alexandre Ryder
- Edward Sedgwick
- Victor Sjöström
- George Albert Smith
- Mauritz Stiller
- Erich von Stroheim
- Maurice Tourneur
- Gaston Velle
- Dziga Vertov
- King Vidor
- Robert G. Vignola
- Paul Wegener
- James H. White
- Robert Wiene
- James Williamson
- Ferdinand Zecca

### Principaux films par ordre alphabétique

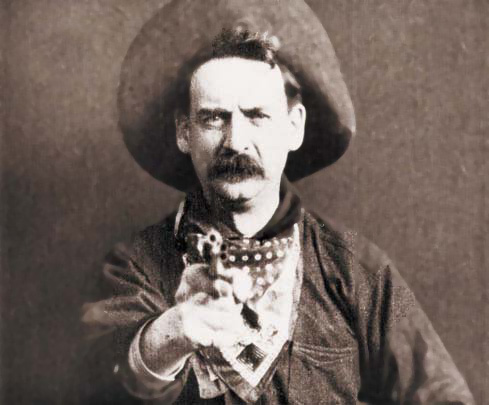
Le Vol du grand rapide (1903) Justus D. Barnes.

Les Vampires (1915) Musidora en collant noir

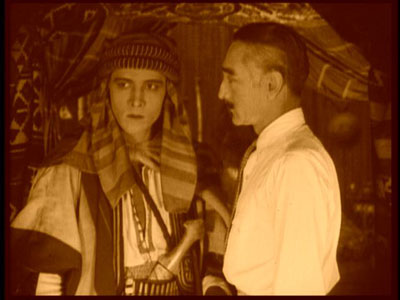
Le Cheik (1921) Rudolph Valentino et Adolphe Menjou

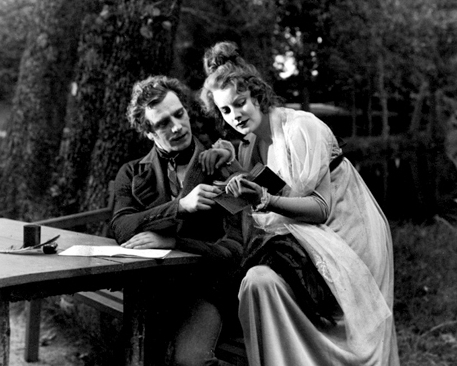
La Légende de Gösta Berling (1924) Greta Garbo et Lars Hanson

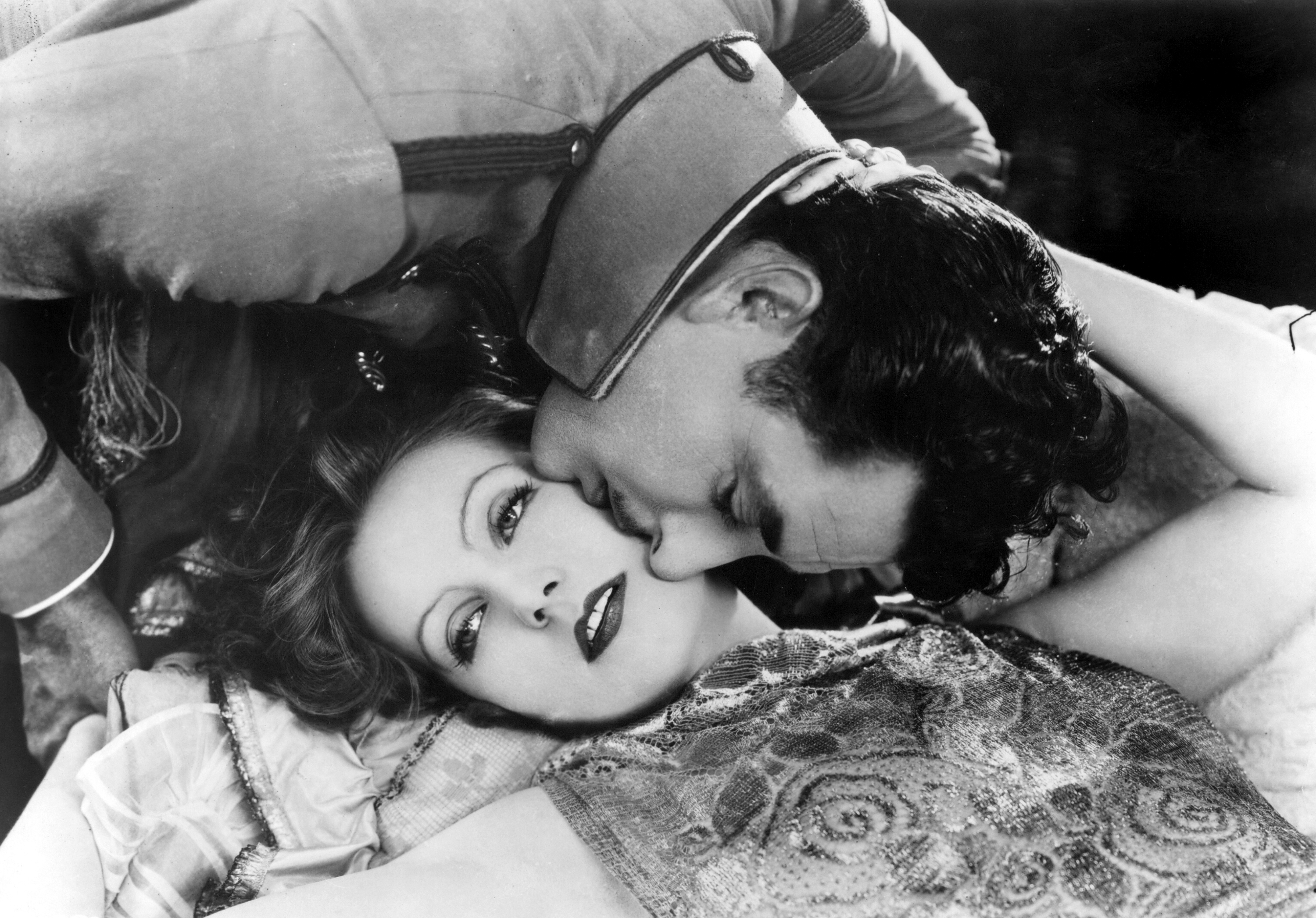
La Chair et le diable (1926) Greta Garbo et John Gilbert

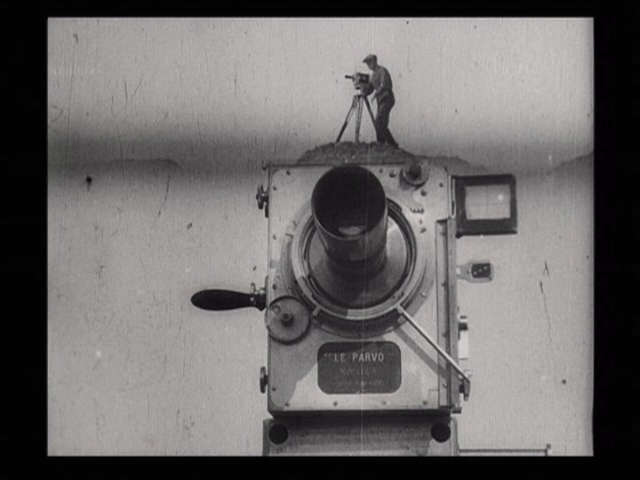
L'Homme à la caméra (1928)

- L'Affaire Dreyfus de Georges Méliès (1899)
- L'Argent de Marcel L'Herbier (1928)
- L'Arrivée d'un train en gare de La Ciotat de Louis Lumière (1896), première utilisation de la diagonale du champ
- L'Arroseur arrosé de Louis Lumière (1895), première fiction photographique animée
- L'Assassinat du duc de Guise d'André Calmettes et Charles Le Bargy (1908)
- À travers l'orage (Way Down East) de David Wark Griffith (1920)
- Attaque d'une mission en Chine de James Williamson (1900), le premier champ/contrechamp
- Au feu ! de James Williamson (1901), le film qui inspira Griffith
- Au temps de la chevalerie (titre original : When Knighthood Was in Flower) de Robert G. Vignola (1922)
- L’Aurore (Sunrise : A Song of Two Humans) de Friedrich Wilhelm Murnau (1927)
- Autour d'une cabine d'Émile Reynaud (1894)
- Les Aventures de Dollie de David Wark Griffith (1908), le premier film présentant des actions parallèles
- Baba Despina (film, 1905)  film documentaire, réalisé par les pionniers du cinéma balkanique, les frères Yannakis et Milton Manákia
- Le Baiser de Rice-Irwin (titre original : The Kiss) de William Heise (1896), le premier film à scandale
- La Bête sur la baie de D.W. Griffith (1912)
- Ben Hur (Ben-Hur : A Tale of the Christ) de Fred Niblo (1925)
- Cabiria de Giovanni Pastrone (1914)
- Le Cabinet du docteur Caligari (Das Cabinet des Dr. Caligari) de Robert Wiene (1920)
- L'Opérateur (titre original : The Cameraman) d'Edward Sedgwick (1928)
- La Chair et le Diable (Flesh and the Devil) de Clarence Brown (1926)
- La Charrette fantôme (Körkarlen) de Victor Sjöström (1921)
- Le Cheik (The Sheik) de George Melford (1921)
- La Chute de la maison Usher de Jean Epstein (1928)
- Le Cirque (The Circus) de Charles Chaplin (1928)
- Combat acharné de deux braconniers (Desperate Poaching Affray) de William Haggar (1903)
- Le combat de Corbett et Fitzsimmons d'Enoch J. Rector (1897), le premier long-métrage du cinéma documentaire (100 minutes)
- La Coquille et le Clergyman de Germaine Dulac (1927)
- La Croisière du Navigator (The Navigator) de Buster Keaton (1924)
- Le Cuirassé Potemkine (Bronenosets Potyomkin) de Sergueï Eisenstein (1925)
- Danse du papillon (Serpentine Dance) de William Kennedy Laurie Dickson (1894), premier film teinté à la main
- De la crèche à la croix (titre original : From the Manger to the Cross) de Sidney Olcott (1912)
- Démolition et reconstruction du Star Théâtre (New York) (1901), premier grand accéléré (770 fois)
- Le Dernier des hommes (Der Letzte Mann) de F.W. Murnau (1924)
- Les Dix commandements (The Ten Commandments) de Cecil B. DeMille (1923)
- Docteur Mabuse le joueur (Dr. Mabuse, der Spieler) de Fritz Lang (1922)
- Entr'acte de René Clair (1924)
- Escamotage d'une dame au théâtre Robert-Houdin de Georges Méliès (1896), reprise française de l'arrêt de caméra découvert par les Américains
- L'Éternuement de Fred Ott (Edison Kinetoscopic Record of a Sneeze) de William Kennedy Laurie Dickson (1894), le premier plan rapproché du cinéma
- L'Étroit Mousquetaire (The Three Must-Get-There) de Max Linder (1922)
- L'Exécution de Mary, reine des Écossais de William Heise et Alfred Clark (1895), le premier trucage du cinéma par arrêt de caméra
- Fantasmagorie d'Émile Cohl (1908), le premier dessin animé sur film argentique
- Fantômas de Louis Feuillade (1913)
- La Fée aux choux d'Alice Guy (1896), le premier film de la première réalisatrice du cinéma
- Folies de femmes (Foolish Wives) d'Erich von Stroheim (1922)
- Forfaiture de Cecil B. DeMille (1915)
- La Foule (The Crowd') de King Vidor (1928)
- La Grande Parade (The Big Parade) de King Vidor (1925)
- Histoire d'un crime de Ferdinand Zecca (1901), le premier flashback du cinéma
- L'Homme à la caméra (Человек с киноаппаратом) de Dziga Vertov (1928), un condensé unique de tous les moyens d'expression du cinéma muet
- L'Inconnu (The Unknown) de Tod Browning (1927)
- Intolérance (Intolerance: Love's Struggle Throughout the Ages) de DW. Griffith
- La Jeune Fille au carton à chapeau de Boris Barnet (1927)
- The Kid de Charles Chaplin (1921)
- Kœnigsmark de Léonce Perret (1923)
- La Légende de Gösta Berling de Mauritz Stiller (1924)
- Loulou (Die Büchse der Pandora) de Georg Wilhelm Pabst (1929)
- La Loupe de grand-maman (Grandma's reading glass) de George Albert Smith (1900), découverte du découpage technique en plans, du Gros plan et du plan subjectif
- Le Mécano de la « General » (The General) de Buster Keaton (1927)
- Metropolis de Fritz Lang (1927)
- Monte là-dessus ! (Safety Last !) de Fred C. Newmeyer et Sam Taylor (1923)
- Naissance d'une nation (Birth of a Nation) de D.W. Griffith (1915)
- Nanouk l'Esquimau (Nanook of the North) de Robert Joseph Flaherty (1922), le premier docu-fiction du cinéma
- Napoléon d'Abel Gance (1927), un florilège sans précédent de mouvements de caméra
- Nosferatu le vampire (Nosferatu, eine Symphonie des Grauens) de F.W. Murnau (1922)
- Panorama de Venise, vu du Grand Canal d'Alexandre Promio (1896), le premier travelling du cinéma
- Le Passant d'Oscar C.Apfel (1912), le premier travelling "psychologique" du cinéma
- La Passion de Jeanne d'Arc de Carl Theodor Dreyer (1927)
- Pauvre Pierrot d'Émile Reynaud (1892), le premier dessin animé du cinéma
- The Penalty de Wallace Worsley (1920)
- Quo vadis ? de Enrico Guazzoni (1912)
- Les Rapaces (Greed) d'Erich von Stroheim (1924)
- Robin des Bois (Robin Hood), d’Allan Dwan (1922) scénario, production et interprétation de Douglas Fairbanks
- La Ruée vers l'or (The Gold Rush) de Charles Chaplin (1925)
- Le Salut de Dickson (titre original : Dickson Greeting) de William Kennedy Laurie Dickson (1891), le premier film du cinéma
- Le Signe de Zorro (The Mark of Zorro), de Fred Niblo (1920), la première adaptation du roman
- La Sorcellerie à travers les âges (Häxan) de Benjamin Christensen (1922)
- La Sortie de l'usine Lumière à Lyon de Louis Lumière (1895), le premier film du Cinématographe des frères Lumière
- The Story of the Kelly Gang de Charles Tait (1906), peut-être le premier long-métrage de fiction
- Le Trésor d'Arne (Herr Arnes pengar) de Mauritz Stiller (1922)
- Un chien andalou de Luis Buñuel (1929)
- Une bouchée extraordinaire (titre original : The Big Swallow) de James Williamson (1901), le premier très très gros plan du cinéma
- Les Vampires de Louis Feuillade (1915)
- Life of an American Fireman (La Vie d'un pompier américain) d'Edwin Stanton Porter (1903), le premier flash-forward du cinéma
- Le Vol du grand rapide (The Great Train Robbery) d'Edwin Stanton Porter (1903), considéré comme le premier western au cinéma
- Le Voleur de Bagdad (The Thief of Bagdad) de Raoul Walsh (1924)
- Le Voyage dans la lune de Georges Méliès (1902)